# Turner-Bund Andernach
Der Turner-Bund Andernach (vollständiger Name: Turner-Bund 1867 e. V. Andernach) ist mit ca. 1800 Mitgliedern und etwa 80 Trainern und Übungsleitern/Übungsleiterhelfern der älteste und größte Sportverein in Andernach. Gängige Kurzbezeichnungen sind daneben TB Andernach und TBA. Das Sportangebot umfasst Badminton, Breitensport, Judo, Karate, Koronarsport, Schwimmen, Trampolinturnen, Turnen und ein saisonal wechselndes Kursangebot.

## Geschichte
Der Turner-Bund 1867 e. V. Andernach wurde im Jahre 1867 gegründet.

## Erfolge
1997 wurde Guido Unger in Kalifornien Weltmeister im Karate.
2014 waren 4 Sportler des Vereins bei der European Open der TKI Tai Jitsu Karate International e.V. in Haigerloch im Karate sehr erfolgreich. Jennifer Bahlert, Josef Zabbai und David Kubatzki wurden mit ihrer Mannschaftskata Europameister.
Darüber hinaus wurde Jennifer Bahlert Europameisterin im Einzel sowie in der Hardstyle-Kata, Josef Zabbai erzielte Platz 3 in der Hardstyle-Kata; David Kubatzki wurde doppelter Europameister in der Einzel-Kata sowie in der Hardstyle-Kata.
Andre Zabbai wurde Vize-Europameister in der Hardstyle-Kata und Drittplatzierter in der Einzel-Kata. Tobias Golke wurde Europameister in der Einzel-Kata.

## Badminton
Die Abteilung Badminton des TBA wurde bereits 1983 gegründet und wurde am 28. April 1985 von Adolf Bender (damals noch beim BC Niederlützingen) erneut ins Leben gerufen.
In den vergangenen Jahren hat die Abteilung einige Rheinlandmeister hervorbringen können und ist immer mit einigen Spielern, vor allem im Jugendbereich, ganz vorne in den Verbandsranglisten zu finden. Einer der größten Erfolge war die Teilnahme einer U19-Jugendmannschaft an den Südwestdeutschen Meisterschaften im Jahre 1997 als Vertreter des Rheinlandes.
Im Jahre 2003 wurde Ina Vermaßen Südwestdeutsche Meisterin im Mädchendoppel U13.
In der Saison 2007/2008 konnte die Badmintonabteilung erstmals 5 Mannschaften melden. Sie starteten in der Rheinlandliga, der Bezirksklasse Nord (2×) und in der Kreisliga Nord (2×).
In der Saison 2005/2006 stieg die erste Seniorenmannschaft erstmals in die Verbandsliga auf. Es folgte in der Saison 2006/2007 der direkte Durchmarsch in die Rheinlandliga, der höchsten Spielklasse des Badminton-Verbands Rheinland. Zur Überraschung Vieler, schloss die Erste ihr Debüt in der Rheinlandliga 2007/2008 mit dem Rheinlandmeistertitel und drei Punkten Vorsprung ab. In der folgenden Relegation scheiterten sie allerdings im Kampf gegen die Meister der Nachbarverbände um die freien Oberligaplätze. In der Saison 2008/2009 holte die erste Erwachsenenmannschaft erneut den Meistertitel und durfte erstmals in der Abteilungsgeschichte 2009/2010 in der Oberliga antreten.
Die zweite Seniorenmannschaft errang in der Spielzeit 2007/2008 mit sieben Punkten Vorsprung den Meistertitel in der Bezirksliga Nord. In der anschließenden Relegation um den Aufstieg in die Verbandsliga dominierten sie die Gegner vom BC Welschbillig und dem TuS Asbach und schlugen damit in der Spielzeit 2008/2009 in der Verbandsliga auf. Die Verbandsliga wird in der Saison 2009/2010 zur Rheinlandliga aufgewertet. Als Tabellenzweiter wird man dort um einen Platz in der oberen Hälfte kämpfen.
Profitiert hat davon die vierte Mannschaft, die nun ebenfalls aufsteigen darf. Die Vierte geht in der Saison 2008/2009 in der Bezirksliga Nord an den Start.
Erstmals besetzten somit Andernacher Badmintonmannschaften alle Spielklassen des Badminton-Verbands Rheinland.
In der Saison 2010/2011 konnte die Mannschaftszahl im Seniorenbereich erstmals auf 6 Mannschaften gesteigert werden. Die erste Mannschaft verhinderte am letzten Spieltag knapp den Abstieg aus der Oberliga. Die zweite Mannschaft wurde Rheinlandmeister, gefolgt von der dritten Mannschaft auf Platz 2 der Rheinlandliga. Die Oberligareserve startet damit in der Saison 2011/2012 zum ersten Mal in der Rheinland-Pfalz-Liga.